# Not for Threes
Albums de Plaid
Mbuki Mvuki (en)
(1991) Rest Proof Clockwork
(1999)
Not For Threes est le deuxième album studio du groupe Plaid sorti chez Warp Records le 27 octobre 1997.
Cet album est séparé de six ans du précédent, Mbuki Mvuki (en). Pendant cet intervalle, les deux membres de Plaid, Ed Handley et Andy Turner, se sont fait connaître pour leurs productions techno et IDM sous les alias The Black Dog (avec Ken Downie) et Repeat. Pour AllMusic, « si le résultat [de Not for Threes] a produit l'effet prévisible d'irriter les puristes de Black Dog, l'album fonctionne en fait remarquablement bien (en partie parce que les morceaux ne présentent absolument aucune trace de compromis) ».
En 2017, le site Pitchfork inclut cet album dans sa liste des "50 meilleurs albums IDM de tous les temps". Le critique Marc Weidenbaum note que c'est l'un des rares albums IDM à faire appel à des chanteuses : Nicolette sur Extork, et Björk sur le Lilith.

## Liste des titres
L'édition US fait l'impasse sur Ol mais comprend les titres Undoneson et Spudink.
| No     | Titre        | Crédits                                                                                            | Durée |
| ------ | ------------ | -------------------------------------------------------------------------------------------------- | ----- |
| 1/A1.  | Abla Eedio   | | 7:56  |
| 2/A2.  | Kortisin     | Guitare : Benet Walsh                                                                              | 5:23  |
| 3/A3.  | Headspin     | | 5:34  |
| 4/B1.  | Myopia       | Voix : Mara Carlyle (en)                                                                           | 4:32  |
| 5/B2.  | Lat          | | 0:46  |
| 6/B3.  | Extork       | Voix (non créditée) : Nicolette (en)                                                               | 4:11  |
| 7/B4.  | Prague Radio | | 4:46  |
| 8/C1.  | Fer          | | 4:35  |
| 9/C2.  | Ladyburst    | Voix : Andy Turner et Mara Carlyle                                                                 | 4:19  |
| 10/C3. | Rakimou      | Accordéon : Coba ; voix et coécriture : Mara Carlyle ; guitare, violon et coécriture : Benet Walsh | 6:02  |
| 11/C4. | Ol           | | 4:55  |
| 12/D1. | Seph         | | 1:36  |
| 13/D2. | Lilith       | Accordéon : Coba ; guitare et violon : Benet Walsh ; voix (non créditée) : Björk                   | 4:38  |
| 14/D3. | Forever      | | 1:16  |
| 15/D4. | Getting      | Coécriture : Leila                                                                                 | 2:55  |
| 16/D5. | Milh         | | 5:24  |